# Five Minutes with Arctic Monkeys
Five Minutes with Arctic Monkeys ist die Debüt-EP der Band Arctic Monkeys.
Die Gruppe hatte zuvor bereits im Internet Aufmerksamkeit durch die Veröffentlichung von Demos auf ihrer Website erregt. Von Seiten der Fans entstand der Ruf nach einer Veröffentlichung auf CD. Jedoch waren die Arctic Monkeys bei keiner Plattenfirma unter Vertrag, sondern unterschrieben erst im Juni, also nach Veröffentlichung der EP, einen Vertrag bei Domino Records.
Die am 30. Mai 2005 veröffentlichte EP enthält neben einer Neuaufnahme von Fake Tales of San Francisco auch einen neuen Song als B-Seite, From the Ritz to the Rubble. Sie erschien in limitierter Auflage bei Bang Bang Recordings, einem Label, das von der Band gegründet wurde mit dem einzigen Zweck, diese Platte zu veröffentlichen. Der Name „Bang Bang“ wurde als ein Ersatz für den Bandnamen betrachtet, da der eigentliche Name „Arctic Monkeys“ („Arktische Affen“) sinnlos klang. Der Name der Single ist auf eine gewisse Art und Weise ironisch, da sie sechs Minuten dauert.
Es wurden insgesamt nur 1000 CDs und 500 Vinyl-Exemplare gepresst, was gleichzeitig bedeutet, dass die EP heute selten ist und oft von Fans der Band nachgefragt wird. Originale werden heute auf Websites wie eBay oder Discogs zu hohen Preisen gehandelt.
Die beiden Titel der EP wurden im Jahr 2006 in einer neu aufgenommenen Version auch auf dem Album Whatever People Say I Am, That’s What I’m Not veröffentlicht.

## Titelliste
1. Fake Tales of San Francisco – 3:00
2. From the Ritz to the Rubble – 3:11